# Liste der denkmalgeschützten Objekte in Kennelbach
Die Liste der denkmalgeschützten Objekte in Kennelbach enthält die 8 denkmalgeschützten, unbeweglichen Objekte der Gemeinde Kennelbach im Bezirk Bregenz in Vorarlberg.

## Denkmäler
| Foto |                 | Denkmal                                                                                    | Standort                                             | Beschreibung | Metadaten |
| ---- | --------------- | ------------------------------------------------------------------------------------------ | ---------------------------------------------------- | --- | --- |
| ja   | Datei hochladen | Villa Grünau samt Brücke, Tuffsteingrotte und Brunnenhaus HERIS-ID: 46572 Objekt-ID: 48678 | Friedrich-Schindler-Straße 1 Standort KG: Kennelbach | Die Villa Grünau ließ der Kennelbacher Fabrikant und Elektrizitäts-Pionier Friedrich Wilhelm Schindler sich in den Jahren 1887/88 als Wohnsitz erbauen. 1992 kam sie in Besitz der Gemeinde und wurde als Verwaltungssitz adaptiert. | BDA-Hist.: Q2525206 Status: Bescheid Stand der BDA-Liste: 2025-06-30 Name: Villa Grünau samt Brücke, Tuffsteingrotte und Brunnenhaus GstNr.: .228,1850/1, .697 Villa Grünau |
| ja   | Datei hochladen | Kapelle Mariahilf auf der Halden HERIS-ID: 26451 Objekt-ID: 22926                          | Haldenweg 10 Standort KG: Kennelbach                 | Wann die Kapelle oberhalb des ehemaligen Dominikanerinnenklosters erbaut wurde, ist unbekannt. Eine Sage bringt sie mit dem Umzug der Klosterschwestern von Hirschberg nach Kennelbach in Verbindung (um 1465). Bei einer Renovierung im Jahr 1870 erhielt die Kapelle einen Turm mit Glocke und im Zuge einer Erweiterung 1911 den von einem Kennelbacher Fabrikanten gestifteten Altar. | BDA-Hist.: Q37901946 Status: § 2a Stand der BDA-Liste: 2025-06-30 Name: Kapelle Mariahilf auf der Halden GstNr.: .217 Kapelle Mariahilf auf der Halden (Kennelbach)         |
| ja   | Datei hochladen | Bauernhof, Klosterhof HERIS-ID: 26466 Objekt-ID: 22941                                     | Im Klosterhof 1 Standort KG: Kennelbach              | Zweigeschoßiger, giebelseitig fünfachsiger Wirtschaftshof aus dem 17. Jahrhundert (Steinmauerbau mit Wohnteil, Tenne, Stall) des nach dem Brand 1796 aufgelassen Dominikanerinnenklosters. | BDA-Hist.: Q37902033 Status: Bescheid Stand der BDA-Liste: 2025-06-30 Name: Bauernhof, Klosterhof GstNr.: .172 Im Klosterhof 1 (Kennelbach Vbg) Wirtschaftshof              |
| ja   | Datei hochladen | Kath. Pfarrkirche hl. Josef HERIS-ID: 26441 Objekt-ID: 22916                               | Im Klosterhof 2 Standort KG: Kennelbach              | Die Pfarrkirche mit Glasfenstern aus der Tiroler Glasmalereianstalt, einer Maßwerkrosette wurde 1890 unter Leitung des Feldkircher Baumeisters und Steinmetzes Fidel Kröner neu errichtet. Die Orgel schuf der Schwarzacher Anton Behmann 1897. Die Kreuzwegreliefs stellte August Valentin 1906 bei.                                                                                     | BDA-Hist.: Q20097900 Status: Bescheid Stand der BDA-Liste: 2025-06-30 Name: Kath. Pfarrkirche hl. Josef GstNr.: .177 Pfarrkirche Hl. Josef (Kennelbach)                     |
| ja   | Datei hochladen | Aufbahrungshalle HERIS-ID: 26440 Objekt-ID: 22915                                          | bei Im Klosterhof 4 Standort KG: Kennelbach          | Die beiden Terrakottareliefs in der Außenwand der Aufbahrungshalle schuf der Innsbrucker Bildhauer Emmerich Kerle 1974. Sie stellen den heiligen Georg und den verlorenen Sohn dar. | BDA-Hist.: Q63986567 Status: § 2a Stand der BDA-Liste: 2025-06-30 Name: Aufbahrungshalle GstNr.: .176 Im Klosterhof Nr 4, Kennelbach Vbg, Aufbahrungshalle                  |
| ja   | Datei hochladen | Aussichtspavillon, Cosmus-Jenny-Ruhe HERIS-ID: 25379 Objekt-ID: 21806                      | neben Langener Straße 22 Standort KG: Kennelbach     | 1909 nach dem Plan von Otto Mallaun erbauter Aussichtspavillon, finanziert durch eine Spende der Brüder Fritz und Kosmus Schindler anlässlich des Todes ihres Onkels Kosmus. | BDA-Hist.: Q29786714 Status: Bescheid Stand der BDA-Liste: 2025-06-30 Name: Aussichtspavillon, Cosmus-Jenny-Ruhe GstNr.: 1497/3 Kosmus-Jenny-Ruhe (Kennelbach)              |
| ja   | Datei hochladen | Kameradschafts- und Badehaus mit Schindlersaal HERIS-ID: 26444 Objekt-ID: 22919            | Wuhrkopfweg 1 Standort KG: Kennelbach                | Der „Schindlersaal“ und andere soziale Einrichtungen des ehemaligen Unternehmens „Jenny und Schindler“. | BDA-Hist.: Q37901920 Status: Bescheid Stand der BDA-Liste: 2025-06-30 Name: Kameradschafts- und Badehaus mit Schindlersaal GstNr.: .195 Kameradschaftshaus (Kennelbach)     |
| ja   | Datei hochladen | Friedhof christlich HERIS-ID: 26442 Objekt-ID: 22917                                       | Standort KG: Kennelbach                              | Der Friedhof der Pfarrkirche hl. Josef befindet sich auf dem Gelände des ehemaligen Dominikanerinnenklosters. | BDA-Hist.: Q37901906 Status: § 2a Stand der BDA-Liste: 2025-06-30 Name: Friedhof christlich GstNr.: 1810/3 Friedhof der Pfarrkirche Hl. Josef (Kennelbach)                  |